# Paavo Nurmi Games

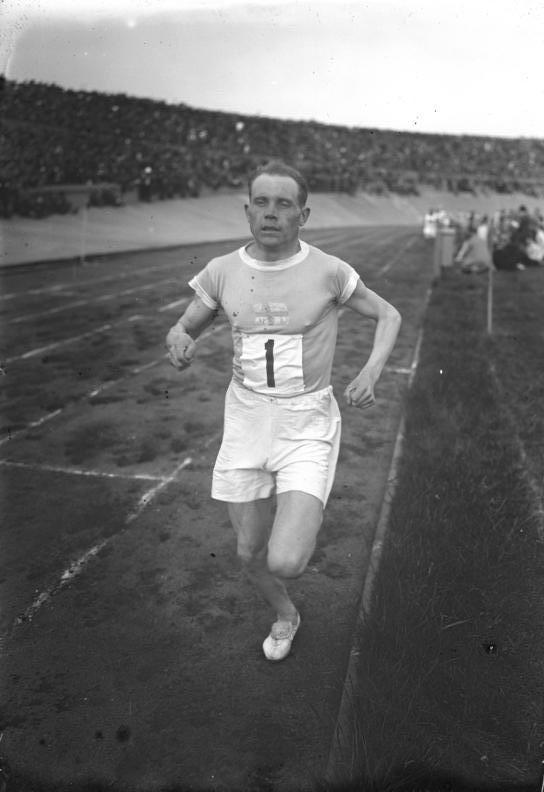
Paavo Nurmi

Zum 60. Geburtstag von Paavo Nurmi im Juni 1957 organisierte die Turun Urheiluliitto (deutsch: Turkuer Sportvereinigung) als Geschenk die 1. Paavo Nurmi Games.
Sie sind ein Premium Permit Meeting der European Athletic Association (EAA) und zählen zu den Hauptereignissen im Sports Park von Turku (Finnland), wo sie im Paavo-Nurmi-Stadion ausgetragen werden. 
2013 fanden die Spiele am 16. Juni statt. Es gab ein weltweites Teilnehmerfeld. 2014 wurden sie am 25. Juni ausgetragen. 2015 am 25. Juni, und es nahmen vier DLV-Sportler teil: Lena Urbaniak, Sabine Rumpf, Sebastian Keiner und Thomas Röhler. 2017 fanden die 55. Paavo Nurmi Games am 13. Juni, seinem 120. Geburtstag, statt.
Seit 2017 gehört die Veranstaltung zur IAAF World Challenge.